# Александровка (Семёновский район)
Алекса́ндровка (укр. Олекса́ндрівка) — село в Семёновском районе Черниговской области Украины. Население 340 человек. Занимает площадь 1,89 км².
Код КОАТУУ: 7424780501. Почтовый индекс: 15444. Телефонный код: +380 4659.

## Власть
Орган местного самоуправления — Александровский сельский совет. Почтовый адрес: 15444, Черниговская обл., Семёновский р-н, с. Александровка, ул. Шевченко, 38.